# Wonnam-myeon, Eumseong-gun
Wonnam-myeon (koreanska: 원남면) är en socken i kommunen Eumseong-gun i provinsen Norra Chungcheong i den centrala delen av Sydkorea, 100 km sydost om huvudstaden Seoul.
Förenta nationernas förre generalsekreterare Ban Ki-moon föddes 1944 i Wonnam-myeon.